# Commodore MAX Machine
Commodore MAX Machine (MAX Machine / Ultimax / VC-10) је кућни рачунар, производ фирме Комодор (Commodore) који је почео да се израђује у САД током 1982. године.
Користио је MOS 6510 (6502 компатибилан) као централни микропроцесор а RAM меморија рачунара MAX Machine је имала капацитет од 2,5 kb. 

## Детаљни подаци
Детаљнији подаци о рачунару MAX Machine су дати у табели испод.
|                       |                                                                                   |
| [ 1 ]                 |                                                                                   |
| Произвођач            | Комодор                                                                           |
| Тип                   | кућни рачунар                                                                     |
| Меморија              | 2,5 kb                                                                            |
| Поријекло             | Сједињене Америчке Државе                                                         |
| Година                | 1982                                                                              |
| Тастатура             | Тастатура са равном мембраном, 4 функцијска тастера, 2 тастера смјера             |
| Процесор              |                                                                                   |
| Фреквенција процесора | 1 Mhz                                                                             |
| RAM                   | 2,5 kb                                                                            |
| ROM                   | 2kb                                                                               |
| Текст                 | 40 x 25                                                                           |
| Графика               | 320 x 200                                                                         |
| Боја                  | 16                                                                                |
| Звук                  | SID (Sound Interface Device) : 3 гласа, 9 октава                                  |
| Димензије             | 46 (ширина) x 19 (дубина) x 11(висина) cm / 2.8 kg (+ 0.8 kg за посебно напајање) |
| Портови               |                                                                                   |
| Оперативни систем     | [[]]                                                                              |